# كينيث وايلد
كينيث وايلد (بالإنجليزية: Ken Whyld)‏ (6 مارس 1926 - 11 جويلية 2003) هو كاتب شطرنج بريطاني وباحث، اشتهر بكونه شريك ديفيد هوبر في كتابة بطل أوكسفورد للشطرنج وهي موسوعة بجزء واحد تعد مرجعا للشطرنج في إنجلترا، كان وايلد هاوي شطرنج قوي وشارك في بطولة بريطانيا للشطرنج 1956 وفاز ببطولة مقاطعة نوتنغهامشير، بعدها امتهن تقنية المعلومات وأصبح باحثا في الشطرنج يكتب عنها ويبحث تاريخها.

## مؤلفاته
فضلا عن كتاب بطل أكسفورد للشطرنج قام كينيث بتأليف عدة كتب مرجعية منها: السجلات (1986) ملحق لموسوعة غينيس للأرقام القياسية، والشامل في ألعاب إيمانويل لاسكر (1988)، كما بحث في العديد من الواضيع السرية منها مقالات ألخين النازية (2002) وهي مقالات بنكهة نازية يفترض أن بطل العالم ألخين كتبها، وكذلك كتاب السير: آليون مزورون في الشطرنج (1994)، وأعمدة مقالات في الشطرنج: قائمة (2002)
ومن 1978 حتى وفاته في 2003 كتب العمود المعنون «اقتباسات واستفسارات» في المجلة البريطانية للشطرنج.

## بعد وفاته
بعد وفاته بمدة قصيرة تم تأسيس جمعية وايلد بهدف جمـع سير ذاتية شاملة للشطرنج وتشكيل قاعدة بيانات لتاريخ الشطرنج للتعريف به.
تم بيع مكتبة وايلد لاحقا لمتحف سويسرا للعب المتواجد على ضفاف بحيرة ليمان في سويسرا.

## روابط خارجية
- كينيث وايلد على موقع مباريات الشطرنج (الإنجليزية)

- موقع جميعة كينيث وايلد